# Siemens (предузеће)
Сименс је највећа европска и немачка мултинационална компанија са седиштем фирме у Минхену у Немачкој.